# Lithospermum cinerascens
Lithospermum cinerascens är en strävbladig växtart som först beskrevs av A. Dc., och fick sitt nu gällande namn av Ivan Murray Johnston. Lithospermum cinerascens ingår i släktet stenfrön, och familjen strävbladiga växter. Inga underarter finns listade i Catalogue of Life.